# الممر الأوسط (فلم)
الممر الأوسط (بالفرنسية: Passage du milieu)، هُو فيلم دراما وثائقية صدر سنة 1999 وأخرجه غاي ديلوغي. يتحدث الفيلم عن تجارة العبيد عبر الأطلسي والتي تنطلق من سواحل غرب أفريقيا إلى منطقة الكاريبي، وهي تجارة عبيد مثلثية تُسمى Middle Passage. يُصور الفيلم انتقال مجموعة من العبيد من السنغال إلى مزارع السكر في مارتينيك، والظروف المُزرية والسيئة التي يعيشونها خلال رحلتهم عبر سفن نقل العبيد ‏. أُنتج الفيلم بشكل مشترك بين دول مارتينيك والسنغال وفرنسا وعُرض لأول مرة خلال دورة سنة 2000 ‏ من مهرجان تورونتو السينمائي الدولي.

## وصلات خارجية
- مقالات تستعمل روابط فنية بلا صلة مع ويكي بيانات